# Алтер его
Алтер его или алтерего је буквално: „друго ја“. Особа која нам је по начину мишљења и осећања толико блиска, сродна, да је доживљавамо као своје „друго ја“. Такође, особа која је опуномоћена од неке друге особе да је може заступати или замењивати у одређеним пословима. У психодрами, лице које у току сеансе преузима улогу клијента, постаје његов алтер его, и на критичним местима говори оно што се претпоставља да би рекао клијент, али што не чини због блокаде, унутрашње цензуре или других околности.